# 761 (cohete)
761 fue la denominación de un modelo de cohete sonda chino propulsado por combustible sólido y desarrollado en 1976, aparentemente con la intención de reemplazar a los modelos HP2 y HP6.
Fue retirado en 1980.

## Especificaciones
- Carga útil: 10 kg a 50 km de altura, 3 kg a 70 km de altura.
- Masa total: 60 kg
- Diámetro: 0,15 m
- Longitud total: 2,6 m